# Palacio Rucellai
El palacio Rucellai es una obra arquitectónica florentina del siglo XV que se ubica en el 18 de la via della Vigna Nuova. Fue construida por León Battista Alberti entre el año 1446 y 1451,  el modelo de palacio renacentista italiano: pisos horizontales en los que el resalte de los sillares decrece hacia arriba; ventanas enmarcadas por pilastras dóricas, jónicas y corintias; y gran cornisa. El interior se disponía en torno a un patio. Se trata de uno de los edificios más icónicos del Quattrocento.

## Historia
Leon Battista Alberti realizó una obra maestra de estilo y sobriedad, y se dice que proyectó este palacio casi como ilustración de su manual De Re Aedificatoria (Sobre la Arquitectura) de 1452, en donde se explica que la arquitectura debe imponerse más por el prestigio de las proporciones que por la demostración de belleza y lujo. Rossellino no se limitó a ejecutar los planos, sino que aportó un aumento de las dimensiones originales.
El palacio sigue perteneciendo a la familia Rucellai. En los años 1990 ha sido sede del Museo de Historia de la Fotografía Fratelli Alinari.

## Arquitectura

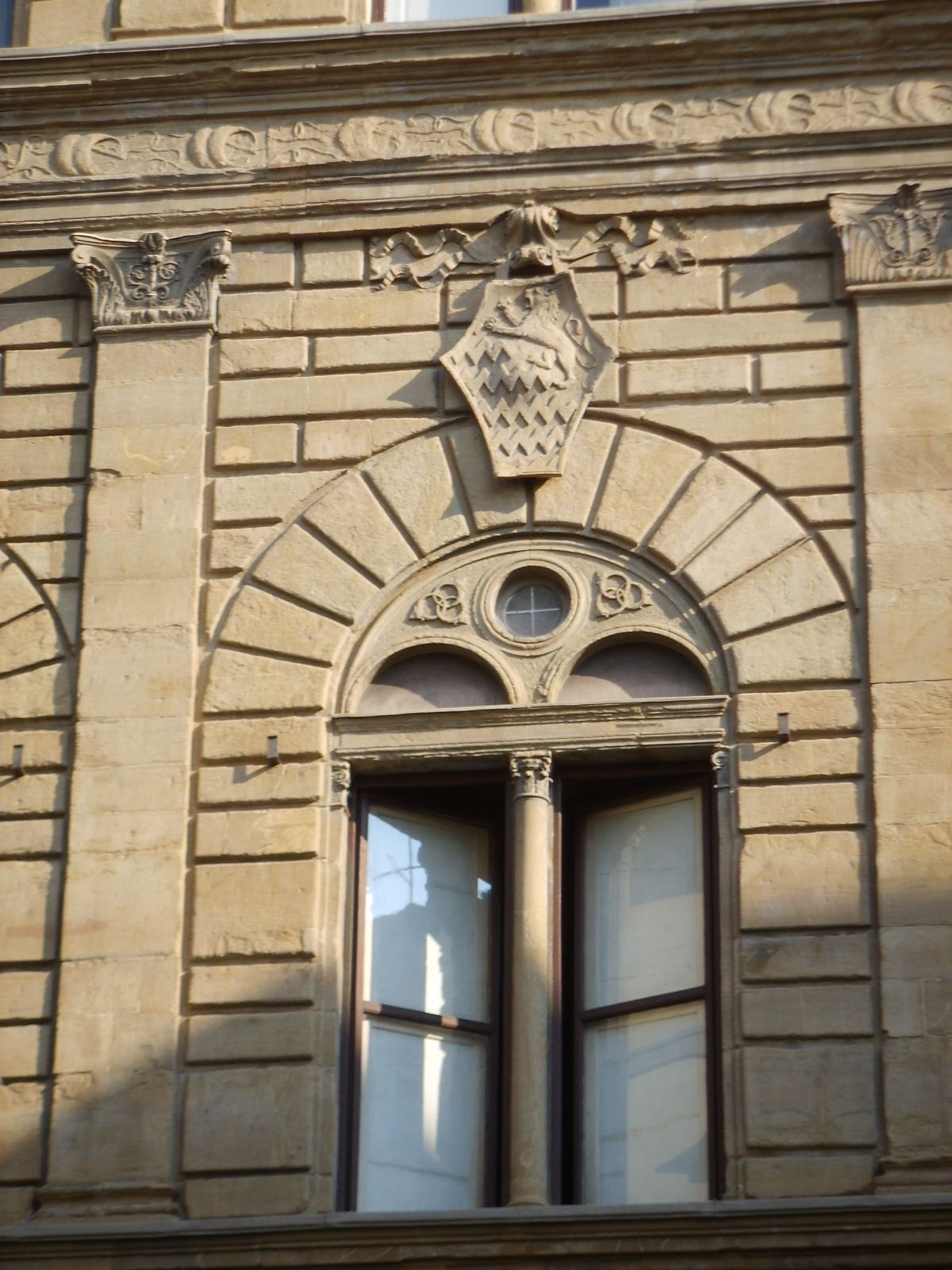
El orden arquitectónico del piano nobile y escudo.

La fachada con mampostería de arenisca uniforme y plana, está subdividida horizontalmente en tres cuerpos por cornisas y a su vez organizados por pilastras, que se han utilizado para la superposición de órdenes. En la planta baja, lesenas orden toscano dividen la superficie en espacios en los que se abren las dos portadas (originalmente sólo había uno, pero se duplicó simétricamente cuando se amplió el palacio y la fachada). Los arcos de los vanos que se alinean en vertical con las puertas son ligeramente más amplios que los otros y están además rematados por los escudos elegantemente esculpidos sobre las ventanas del primer piso. Al pie de la fachada, hay un poyo o banco de calle, elemento que además de resultar útil para los viandantes, creaba una especie de base para el palacio, como si se tratara de un estilóbato. El respaldo del banco reproduce el motivo del opus reticulatum romano. El primer piso (piano nobile) tiene lesenas de tipo jónico muy sobrio, mientras el último piso presenta el mismo elemento en orden corintio más vistoso y decorativo. Estos dos últimos pisos, se alternan con vanos de medio punto que enmarcan ventanas bíforas, reinterpretación clasicista de la arquitectura palacial gótica. Los tres órdenes aluden de modo bastante claro en la superposicion de órdenes que exhibe el Coliseo de Roma. 
La mampostería con conchas se inspira también en la arquitectura romana. Las lesenas decrecen progresivamente hacia los pisos más altos, proporcionando un efecto perspectívico más lanzado del palacio respecto a su altura real.
La parte superior del palacio está rematada por una cornisa que sobresale poco, sostenida por ménsulas, detrás de las cuales se halla oculta una logetta adornada por pinturas monocromas del siglo XV, según algunos obra de Paolo Uccello. El friso de la planta baja contiene las armas de la familia Rucellai: tres plumas en un anillo, las velas infladas por el vento y el escudo familiar, que aparece también sobre los blasones encima de las puertas.
Sigue al palacio Medici Riccardi hecho por Michelozzo di Bartolomeo en el año 1444, siempre introduciendo innovaciones.

Detalles de la fachada fotografiados por Paolo Monti, 1972
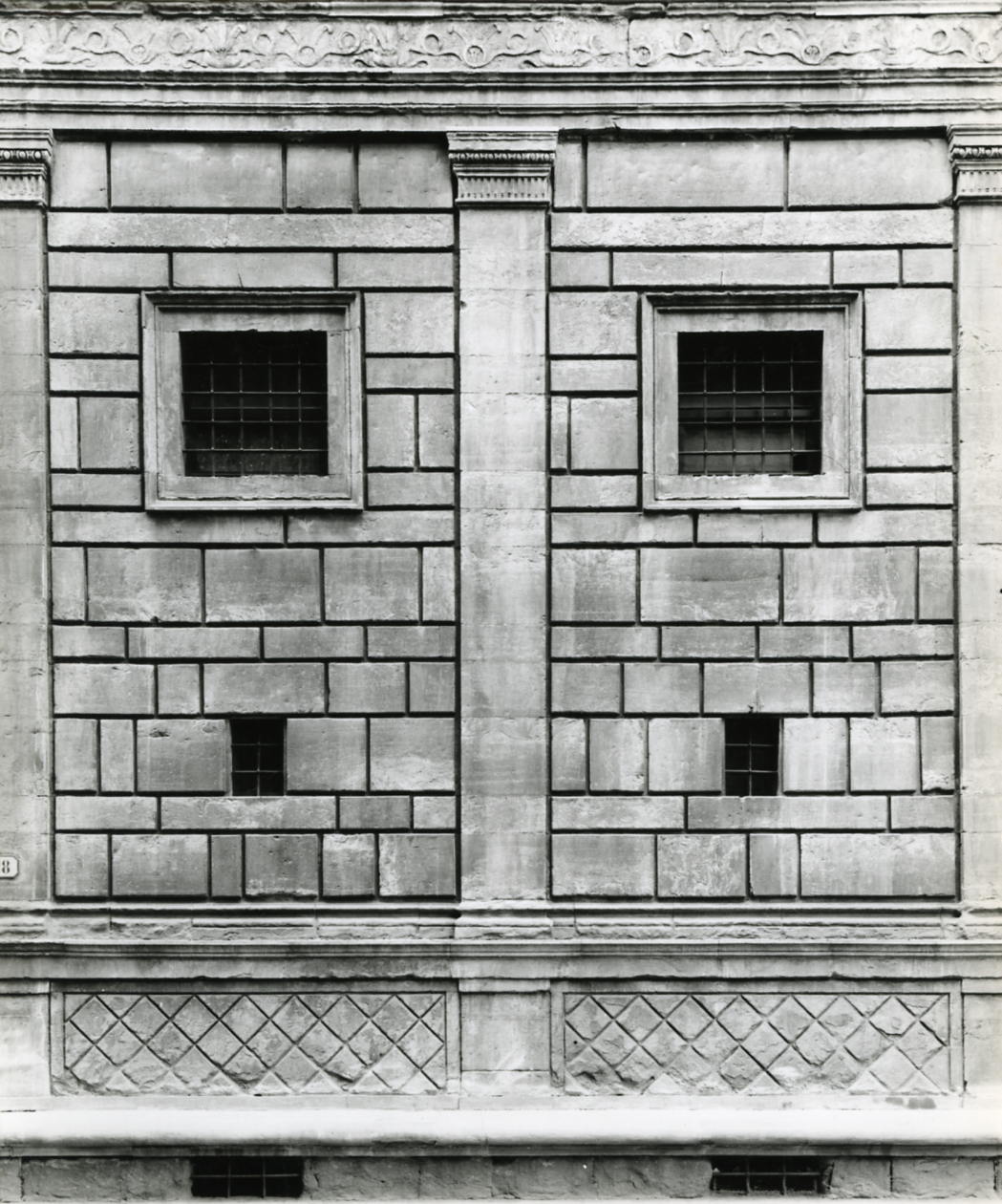
Planta baja
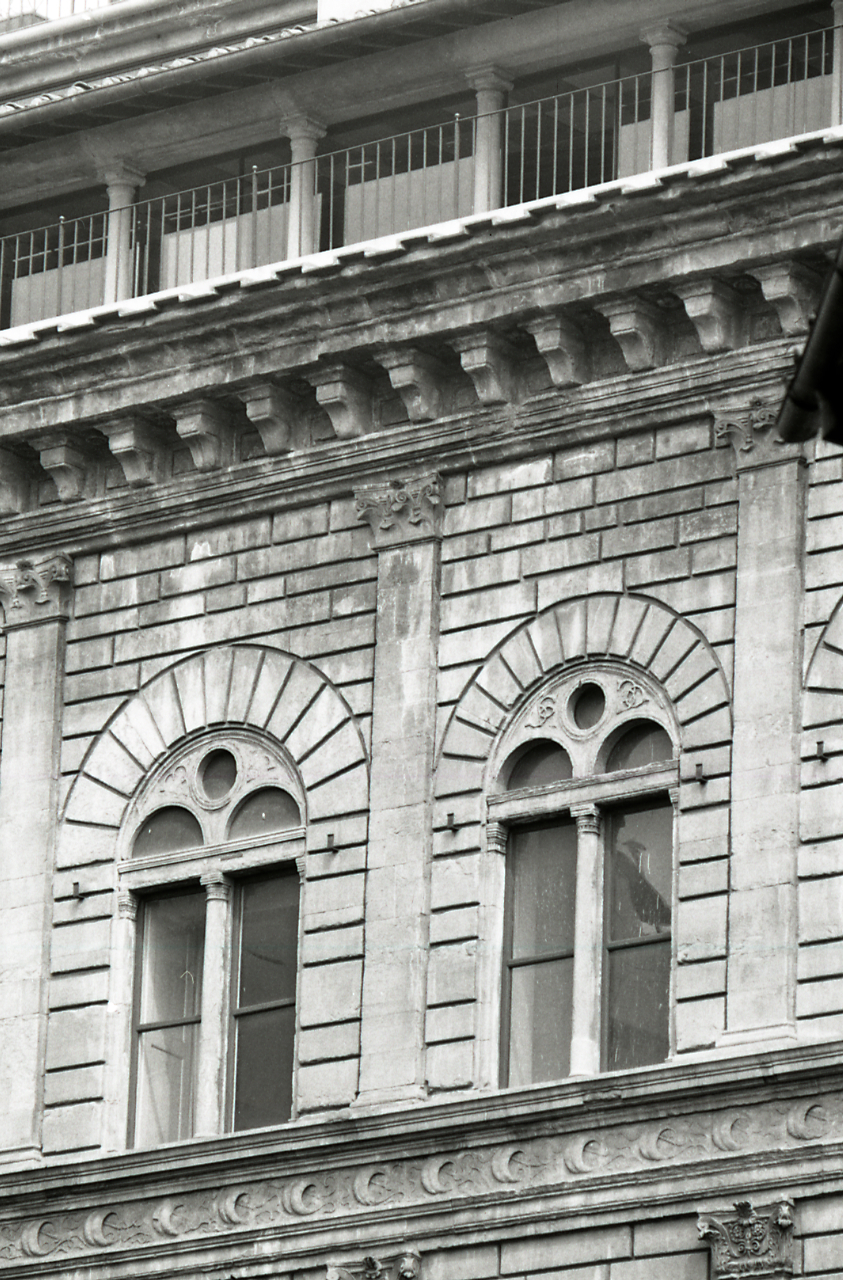
Ventanas superiores

## Interior
En el interior del palacio hay que señalar el patio renacentista, a pesar de que hoy en día las arcadas de dos de los lados se han tapiado. Unos amplios arcos de medio punto están sujetos por capiteles corintios muy elaborados, que recuerdan los de las columnas superiores de la puerta del Baptisterio de San Giovanni.

## Monumentos relacionados
Detrás del palacio se encuentra la antigua iglesia de San Pancrazio en la que hay otra obra maestra de Alberti, el templete del Santo Sepulcro, en el interior de la antigua nave izquierda, el único espacio aún consagrado de esa estructura, que hoy alberga el Museo Marino Marini. Delante del palacio León Battista Alberti también edificó la Logia Rucellai. También la fachada de la vecina basílica de Santa Maria Novella fue diseñada por Alberti por encargo de Giovanni Rucellai.

## Más Imágenes

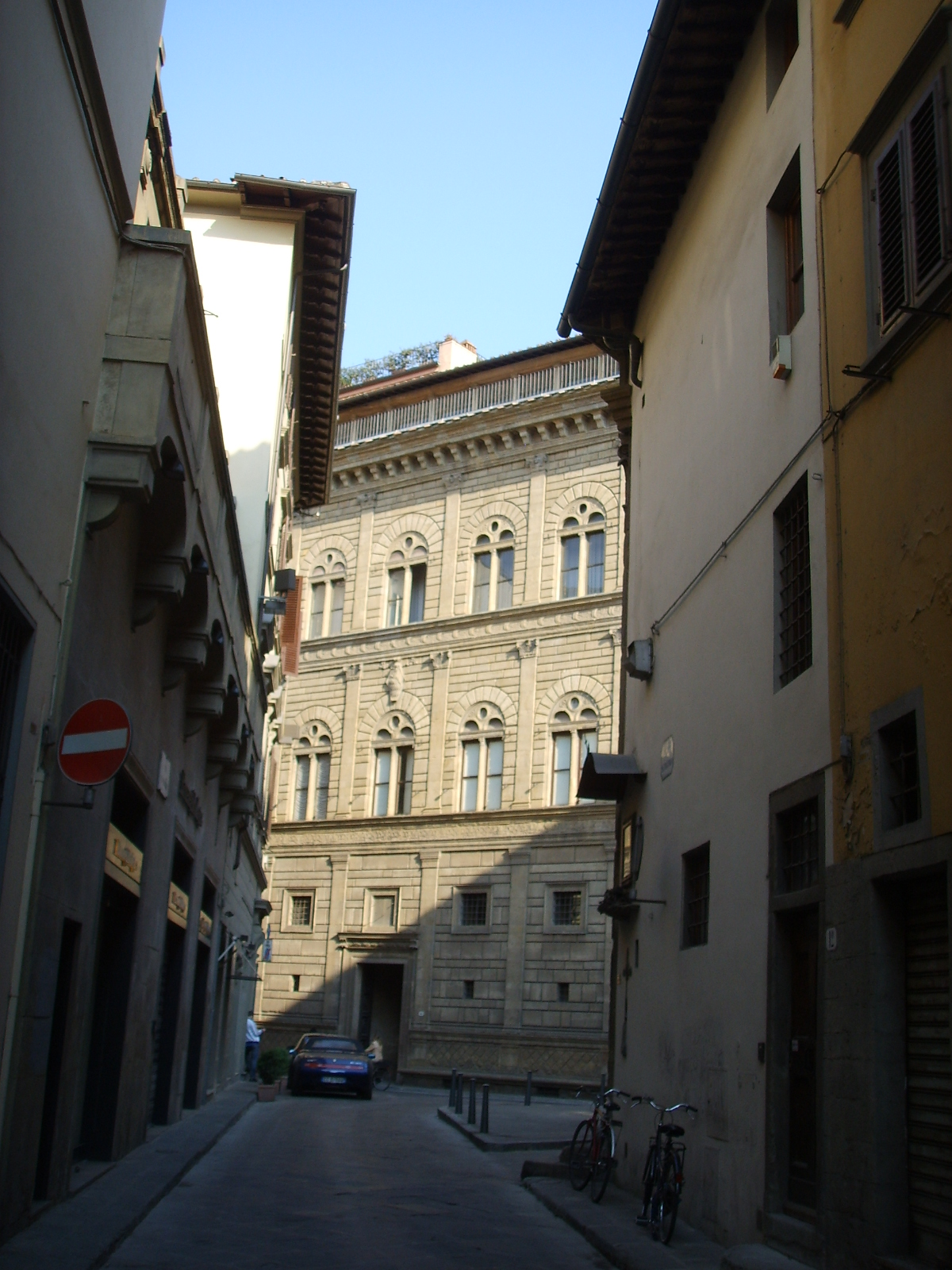
Vista con la loggetta en el techo.
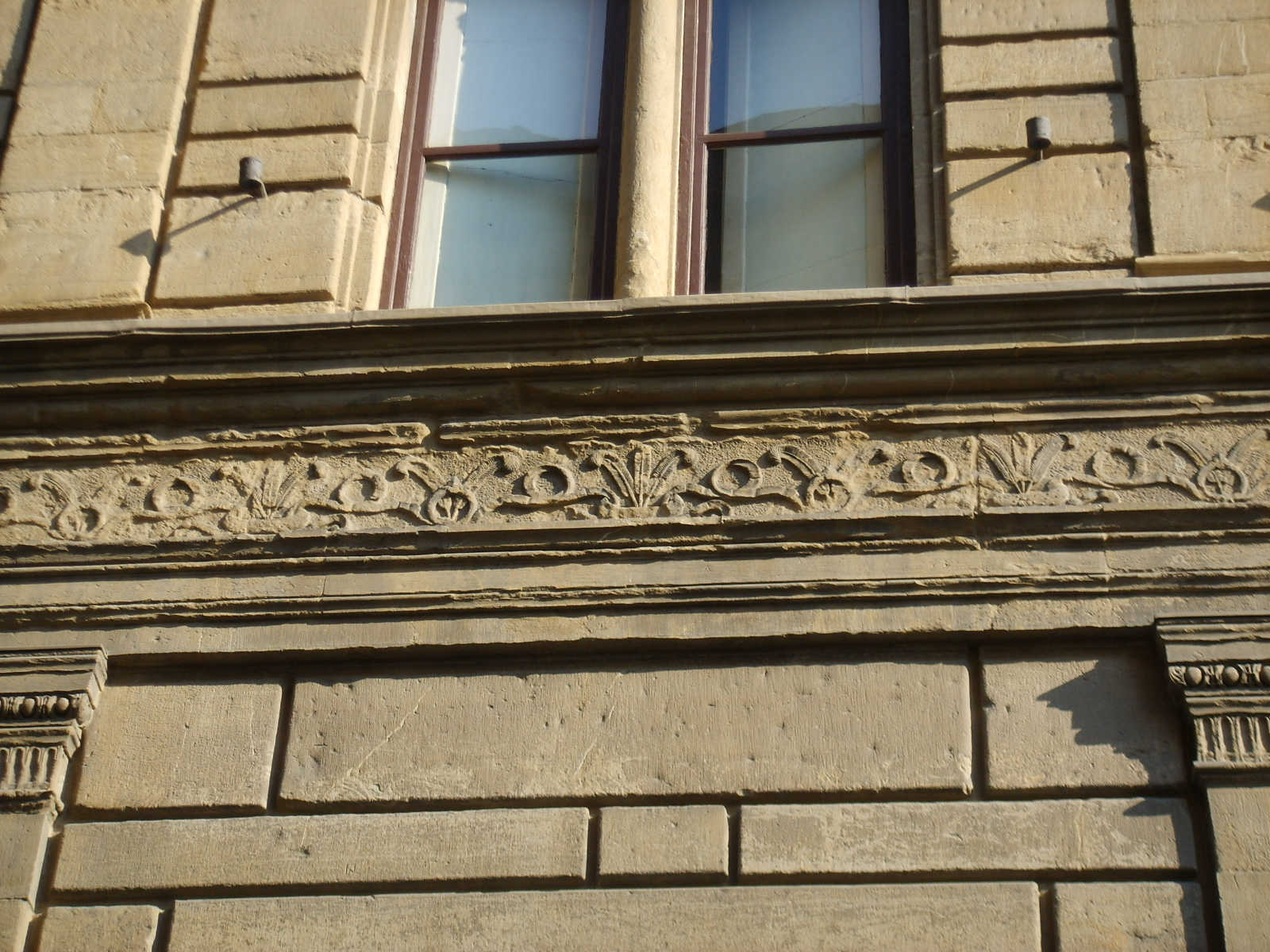
El friso.
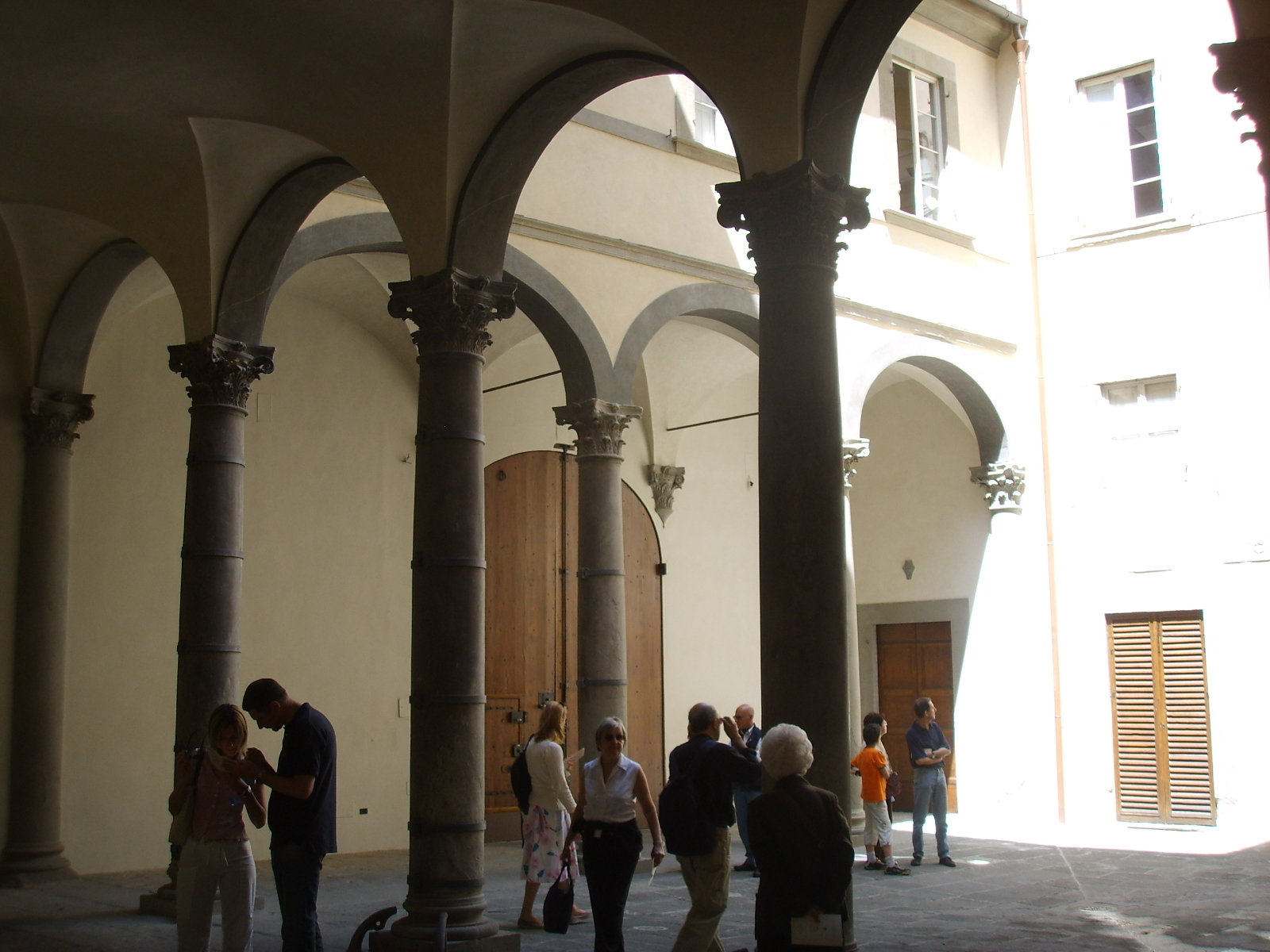
El patio.
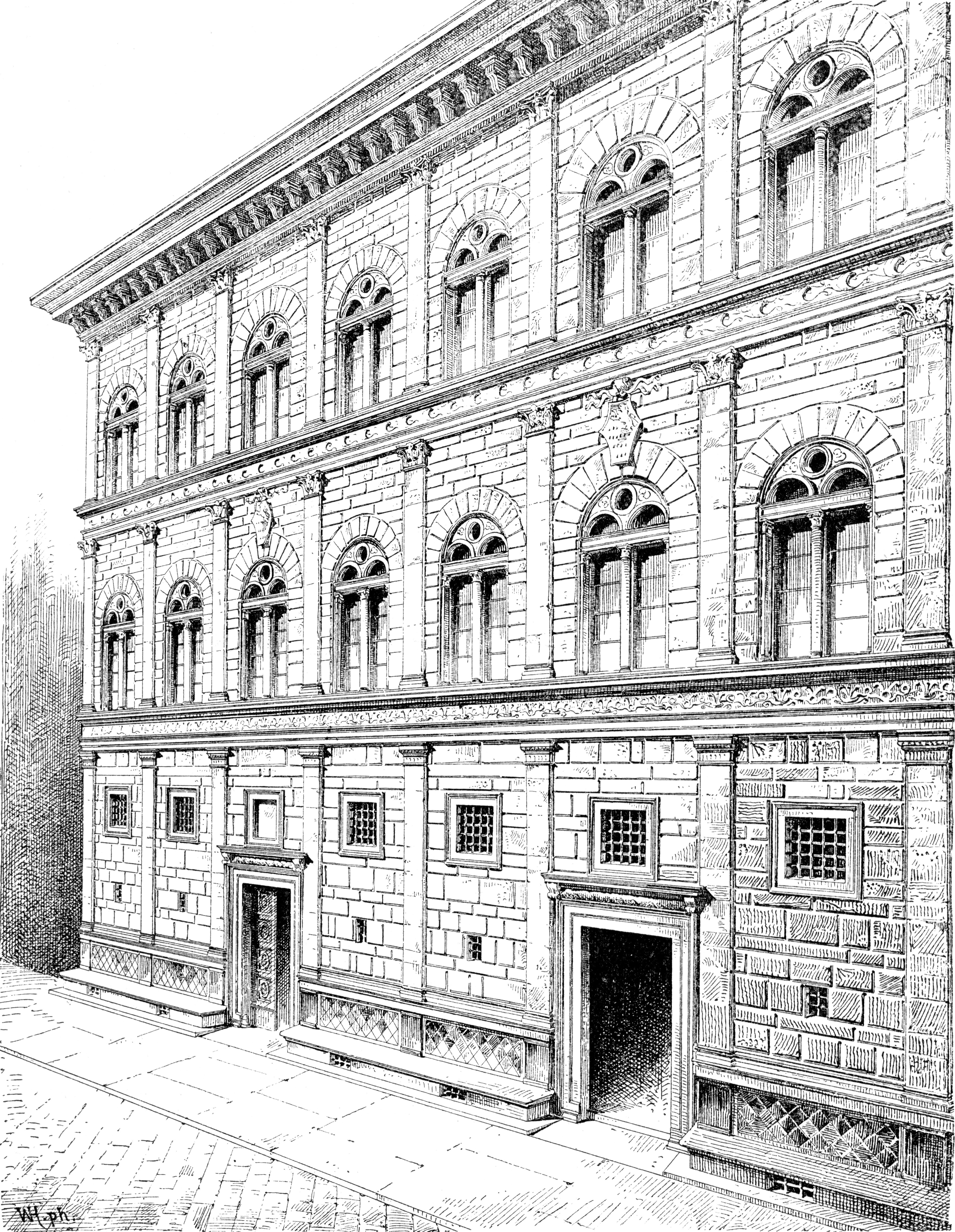
Dibujo de la Grundriß der Kunstgeschichte de W. e M. Semrau.